# Kelly-Hopkinsvillský případ

Rekonstrukce humanoida z Kelly a porovnání jeho velikosti s člověkem

Kelly-Hopkinsvillský případ je údajné blízké setkání třetího druhu s UFO, k němuž došlo 21. srpna 1955 na farmě rodiny Suttonových v osadě Kelly nedaleko města Hopkinsville (Kentucky, Spojené státy americké).

## Popis případu
21. srpna večer byla celá rodina Suttonova doma, na návštěvě byl jejich přítel Billy Ray Taylor s manželkou. Právě Taylor vyšel kolem sedmé hodiny na dvůr k pumpě (v domě nebyl vodovod). Za chvilku přiběhl celý vyděšený a vyprávěl, že viděl velký svítící disk, který se snesl z nebe nedaleko farmy, ale nikdo mu nevěřil. Asi za hodinu začali psi silně štěkat, Taylor a Elmer „Lucky“ Sutton vyběhli před dům s puškami a viděli podivnou postavu: asi metr vysokého lesklého skřeta se špičatýma vztyčenýma ušima a velkýma šikmýma očima, ruce zakončené drápy mu sahaly až po zem. Muži na něj vystřelili a bytost utekla. Zatímco se rodina zabarikádovala v domě, vetřelec se vrátil a snažil se dostat dovnitř oknem, další podobné nestvůry se objevovaly na střeše a v korunách okolních stromů. Když byli zasaženi střelbou, kulka se od nich odrazila s kovovým zvukem a nijak jim neublížila. Kolem jedenácté hodiny útoky ustaly, obyvatelé domu naskákali do auta a jeli do Huntsville na policejní stanici. Šerif Russel Greenwell se nechal přesvědčit jejich nefalšovaným zděšením a vypravil se s nimi na místo; našel stopy po kulkách a rozbité okno, ale žádnou známku přítomnosti útočníků.

## Možná vysvětlení
Podezření z toho, že si Suttonovi přepadení vymysleli, se nepotvrdilo. Výpovědi sedmi dospělých a čtyř dětí byly přesvědčivé, vyšetřování v nich neobjevilo žádné rozpory. Byli to střízliví venkované, kteří se nikdy nezajímali o paranormální jevy. Historka jim nepřinesla peníze ani slávu, naopak se stali terčem posměchu a nakonec se z Kelly raději odstěhovali. Objevila se vysvětlení, že šlo o něčí žert s kočkou nebo opicí natřenou stříbřenkou, který měl osazenstvo farmy vystrašit. Francouzský záhadolog Renaud Leclet se domnívá, že nočními návštěvníky byly sovy. Výr virginský se velikostí a tvarem hlavy podobá popsaným bytostem, na lov vyráží večer a v srpnu, když vyvádí mladé, bývá velmi agresivní a neváhá zaútočit i na člověka. Navíc hnízdí v dutinách stromů, kde může fosforeskovat trouchnivějící dřevo, to by vysvětlovalo zmínku o kovovém lesku, zvlášť při absenci venkovního osvětlení. Sov mohl být jenom pár: zpanikaření farmáři zprvu odhadovali počet vetřelců na patnáct, ale v průběhu výslechu připustili, že nikdy neviděli víc než dva naráz. Strach má velké oči a svoji roli sehrála i sugesce: dobová atmosféra byla v důsledku studené války velmi napjatá a obavy z útoku létajících talířů se v médiích objevovaly často. Pozorování zářivého nebeského objektu, které potvrdili další občané z okolí Hopkinsvillu i nedaleká vojenská základna Fort Campbell, lze dát do souvislosti se srpnovým meteoritickým rojem Perseidy.

## V populární kultuře
- V Hopkinsville se roku 2005 konal „Festival mimozemšťanů“, připomínající padesáté výročí události.
- Narážka na tento případ se objevuje ve filmu Návrat do budoucnosti: když se hlavní hrdina dostane strojem času do roku 1955, vystraší obyvatele osamělé farmy, kteří na něj střílejí.